# La Ville-du-Bois
Pour la commune belge, voir Ville-du-Bois.
La Ville-du-Bois (prononcé [la vil d̪y bwa] ) est une commune française située à vingt-trois kilomètres au sud-ouest de Paris dans le département de l'Essonne en région Île-de-France.
Ses habitants sont appelés les Urbisylvains.

## Géographie

### Situation
| Type d’occupation           | Pourcentage | Superficie (en hectares) |
| --------------------------- | ----------- | ------------------------ |
| Espace urbain construit     | 55,5 %      | 195,74                   |
| Espace urbain non construit | 11,4 %      | 40,07                    |
| Espace rural                | 33,2 %      | 117,06                   |
| Source : Iaurif             |             |                          |

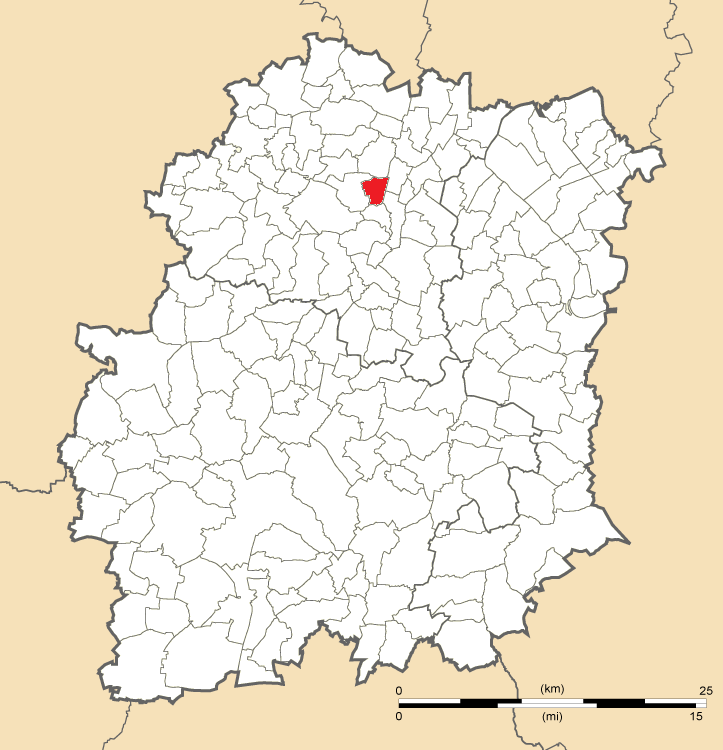
Position de La Ville-du-Bois en Essonne.

La Ville-du-Bois est située à vingt-trois kilomètres au sud-ouest de Paris-Notre-Dame, point zéro des routes de France, treize kilomètres à l'ouest d'Évry, six kilomètres au sud-est de Palaiseau, deux kilomètres au nord-ouest de Montlhéry, huit kilomètres au nord d'Arpajon, seize kilomètres au nord-ouest de Corbeil-Essonnes, vingt kilomètres au nord-ouest de La Ferté-Alais, vingt-quatre kilomètres au nord-est de Dourdan, vingt-sept kilomètres au nord-est d'Étampes, trente-deux kilomètres au nord-ouest de Milly-la-Forêt.

### Hydrographie
Plusieurs cours d'eau irriguent la commune, le Mort ru au sud de la commune, le ruisseau Blanc, au nord qui se jette dans le Rouillon, le ru Gaillard. Le ruissellement des eaux était canalisé et aboutissait à de nombreuses mares et petits étangs qui servaient d'abreuvoir et à l'occasion des festivités locales s'y déroulaient des parties de pêche, notamment à l'abreuvoir du Trou à Terre aux Sablons.

### Communes limitrophes
Les communes limitrophes sont : Nozay, Saulx-les-Chartreux, Ballainvilliers, Montlhéry, Longpont-sur-Orge.

### Climat
Pour des articles plus généraux, voir Climat de l'Île-de-France et Climat de l'Essonne.
En 2010, le climat de la commune est de type climat océanique dégradé des plaines du Centre et du Nord, selon une étude du CNRS s'appuyant sur une série de données couvrant la période 1971-2000. En 2020, Météo-France publie une typologie des climats de la France métropolitaine dans laquelle la commune est exposée à un climat océanique altéré et est dans la région climatique  Sud-ouest du bassin Parisien, caractérisée par une faible pluviométrie, notamment au printemps (120 à 150 mm) et un hiver froid (3,5 °C). 
Pour la période 1971-2000, la température annuelle moyenne est de 11,1 °C, avec une amplitude thermique annuelle de 15,4 °C. Le cumul annuel moyen de précipitations est de 688 mm, avec 11,2 jours de précipitations en janvier et 7,8 jours en juillet. Pour la période 1991-2020, la température moyenne annuelle observée sur la station météorologique la plus proche, située sur la commune d'Épinay-sur-Orge à 4 km à vol d'oiseau, est de 11,5 °C et le cumul annuel moyen de précipitations est de 694,4 mm,. Pour l'avenir, les paramètres climatiques de la commune estimés pour 2050 selon différents scénarios d'émission de gaz à effet de serre sont consultables sur un site dédié publié par Météo-France en novembre 2022.
| Mois                                  | jan.             | fév.             | mars          | avril           | mai             | juin         | jui.           | août           | sep.            | oct.            | nov.             | déc.           | année      |
| ------------------------------------- | ---------------- | ---------------- | ------------- | --------------- | --------------- | ------------ | -------------- | -------------- | --------------- | --------------- | ---------------- | -------------- | ---------- |
| Température minimale moyenne (°C)     | 1,2              | 1,2              | 3,3           | 4,9             | 9,1             | 11,9         | 13,9           | 14,1           | 10,2            | 7,2             | 3,7              | 2,1            | 6,9        |
| Température moyenne (°C)              | 4,2              | 4,9              | 8,2           | 10,2            | 14,5            | 17,6         | 19,7           | 20,1           | 15,4            | 11,5            | 7,1              | 4,8            | 11,5       |
| Température maximale moyenne (°C)     | 7,2              | 8,8              | 13,1          | 15,6            | 20              | 23,2         | 25,5           | 26,2           | 20,7            | 15,8            | 10,5             | 7,5            | 16,2       |
| Record de froid (°C) date du record   | −17,5 17.01.1985 | −12,5 07.02.1991 | −8 08.03.1971 | −4 11.04.03     | −0,3 03.05.1967 | 1 04.06.1991 | 5,4 04.07.1984 | 4,5 31.08.1986 | 1,5 30.09.02    | −3,5 30.10.1985 | −10,5 24.11.1998 | −12 31.12.1970 | −17,5 1985 |
| Record de chaleur (°C) date du record | 17,2 30.01.1973  | 21 24.02.1990    | 26 29.03.1989 | 28,5 30.04.1994 | 30,5 13.05.1998 | 36 26.06.01  | 37 21.07.1995  | 40,5 12.08.03  | 32,8 05.09.1973 | 29,5 01.10.1985 | 24,5 15.11.1971  | 17 21.12.1973  | 40,5 2003  |
| Précipitations (mm)                   | 57,5             | 50,8             | 51,4          | 48,6            | 64,2            | 57,1         | 55,9           | 65             | 49,8            | 59,7            | 61,3             | 73,1           | 694,4      |

### Voies de communication et transports
Lignes M151, M153 et M154 du réseau de bus Cœur d'Essonne et DM152 du réseau de bus Paris-Saclay, pour rejoindre la porte d'Orléans, la gare de Massy Palaiseau ou Arpajon.
Une navette gratuite permet de réaliser les petits trajets internes à la ville.

### Lieux-dits, écarts et quartiers
La Croix Saint Jacques où se trouvent un centre de loisirs et un centre commercial Carrefour, la Sablière, la Fosse aux Moines, le Trou à Terre, les Joncs Marins, la Grange aux Cercles, Maison Rouge, Gros Chêne et la Garenne.

## Urbanisme

### Typologie
Au 1er janvier 2024, La Ville-du-Bois est catégorisée grand centre urbain, selon la nouvelle grille communale de densité à sept niveaux définie par l'Insee en 2022.
Elle appartient à l'unité urbaine de Paris, une agglomération inter-départementale regroupant 407  communes, dont elle est une commune de la banlieue,,. Par ailleurs la commune fait partie de l'aire d'attraction de Paris, dont elle est une commune du pôle principal,. Cette aire regroupe 1 929 communes,.

## Toponymie
Villa Bosci.
La commune fut créée en 1793 sous le nom de Ville du Bois, l'article fut ajouté en 1801 dans le Bulletin des lois.

## Histoire
À l'origine, simple hameau de Nozay, il dépendait de la châtellenie de Marcoussis jusqu'à la Révolution. Ce minuscule hameau s'étant constitué au carrefour de la forêt d'Aqualina (forêt d'Yveline) et de la forêt de Séquigny (forêt de Sainte Geneviève-des-Bois), se nommait Villa Bosci.
Il y a quelques années des outils en silex taillés, furent trouvés dans les champs, par les maraîchers. Puis dans les cartulaires du prieuré de Longpont, nous relevons le nom de Boscis Guildonis Adegavensus ; c'est-à-dire le Bois de Monsieur Guy d'Anjou. Il va croître à la croisée des grands chemins gaulois, allant de Villejust à Montlhéry et de Marcoussis à Ballainvilliers en passant par Nozay. Au bord de la grande voie reliant Lutèce à Orléans.
Ce n'est qu'au XIVe siècle dans un aveu de dénombrement destiné au roi Charles VI de France dit le Fou daté du 30 septembre 1386, qu'apparaît le nom de La Ville-du-Bois, sous la forme suivante: " Fief tenu par Jean de La Neuville de Nozay et de La Ville du Bois". Le village s'appelle donc Nozay-La Ville du Bois, jusqu’à la Révolution.
Parmi les fiefs : celui de Beaulieu connu depuis le XVIIe siècle appartenant à Léon II Balsac d'Illiers d'Entragues, qui le légua à son fils Alexandre d'Illiers de Balsac d'Entragues et que ce dernier cédera le 3 mai 1730, à Claude Erard, notaire royal, avocat au Parlement. Consistant en Maison et bâtiments, jardin et potager, planté d'arbres fruitiers, contenant 15 arpents et clos de murs. Dont l'avant-cour et la cour d'honneur étaient accessibles depuis la Grande Rue du village. Ce domaine était encore ceint de murs à la fin du XIXe siècle. Il fut acheté par François Valentin, (1763-1822) général et baron d'Empire, directeur du haras de Langonnet (Morbihan). C'est lui qui transforma la propriété en 1816, faisant construire la grande maison bourgeoise. La propriété aura pour propriétaires successifs : M. Gille Bert Poyet, avocat, Mme Brassac et M. Lalain en 1896, qui fait démolir la maison, transformant les lieux en exploitation maraîchère. À sa mort en 1920, le domaine qui revint à sa fille madame de Luget fut vendu aux enchères sur licitation en 1923 et la ville en fit l'acquisition. Une partie fut lotie sur le pourtour de l'étang et le reste aménagé en place verte.

### Les métiers de jadis
Au XVIIIe siècle, les artisans et commerçants étaient nombreux. On comptait près d'une quarantaine de corps de métiers : menuisiers (rue des Cailleboudes), charrons (rue Gaillard), maréchaux-ferrants (Grande Rue), forgerons, maçons, charpentiers, bourreliers, matelassiers. Et les vanniers, assez nombreux, qui fabriquaient les paniers d'osier, servant au transport des fraises et autres légumes fragiles ; l'un d'eux se trouvait à la Grange-aux-Cercles. Il y avait aussi les marchands de bois (rue des Cailleboudes), les charbonniers, merciers, journaliers, bûcherons, scieurs de longs, et tous les métiers liés à la vente d'alimentation. Dont les débits de boissons : on dénombre plus d'une quinzaine de bistrots, sur la commune et alentour. On ajoute à cet inventaire un grainetier (Chavignier, dans la Grande Rue), et une boucherie-charcuterie (E. Damiot, également Grande Rue).
Aux artisans et commerçants s'ajoutent les petits métiers à domicile : gens de maison, commis, charretiers, bûcherons, gardes-forestiers, gardes champêtres, coursiers, facteurs, couturières, lingères, coiffeurs, barbiers, saisonniers.
Puis l'exploitation des carrières pour la fabrication des pavés.
Une carrière était située au Gros Chêne, une autre, la carrière Trimoulet était située à la Garenne. les pierres extraites servaient à la fabrication de pavés, taillés sur place. Cette activité occupait une vingtaine d'ouvriers. Les pavés étaient conduits par tombereaux à chevaux jusqu'à la gare de marchandises de La Petite Ville du Bois sur la ligne de l'Arpajonnais. Le second choix de cette marchandise a servi à paver les rues de la commune et celles alentour.

## Population et société

### Démographie

#### Évolution démographique
L'évolution du nombre d'habitants est connue à travers les recensements de la population effectués dans la commune depuis 1793. Pour les communes de moins de 10 000 habitants, une enquête de recensement portant sur toute la population est réalisée tous les cinq ans, les populations de référence des années intermédiaires étant quant à elles estimées par interpolation ou extrapolation. Pour la commune, le premier recensement exhaustif entrant dans le cadre du nouveau dispositif a été réalisé en 2006.

En 2022, la commune comptait 8 140 habitants, en évolution de +9,48 % par rapport à 2016 (Essonne : +2,89 %, France hors Mayotte : +2,11 %).
| 1793 | 1800 | 1806 | 1821 | 1831 | 1836 | 1841 | 1846 | 1851 |
| ---- | ---- | ---- | ---- | ---- | ---- | ---- | ---- | ---- |
| 779  | 738  | 776  | 837  | 828  | 861  | 896  | 898  | 946  |

| 1856 | 1861 | 1866  | 1872  | 1876 | 1881  | 1886  | 1891  | 1896  |
| ---- | ---- | ----- | ----- | ---- | ----- | ----- | ----- | ----- |
| 947  | 960  | 1 000 | 1 004 | 976  | 1 043 | 1 055 | 1 058 | 1 080 |

| 1901  | 1906  | 1911  | 1921  | 1926  | 1931  | 1936  | 1946  | 1954  |
| ----- | ----- | ----- | ----- | ----- | ----- | ----- | ----- | ----- |
| 1 158 | 1 083 | 1 060 | 1 022 | 1 109 | 1 155 | 1 170 | 1 190 | 1 431 |

| 1962  | 1968  | 1975  | 1982  | 1990  | 1999  | 2006  | 2011  | 2016  |
| ----- | ----- | ----- | ----- | ----- | ----- | ----- | ----- | ----- |
| 2 052 | 2 594 | 3 334 | 4 067 | 5 404 | 5 901 | 6 825 | 7 118 | 7 435 |

| 2021  | 2022  | - | - | - | - | - | - | - |
| ----- | ----- | - | - | - | - | - | - | - |
| 8 080 | 8 140 | - | - | - | - | - | - | - |

#### Pyramide des âges
En 2018, le taux de personnes d'un âge inférieur à 30 ans s'élève à 39,1 %, soit en dessous de la moyenne départementale (39,9 %). De même, le taux de personnes d'âge supérieur à 60 ans est de 17,6 % la même année, alors qu'il est de 20,1 % au niveau départemental.
En 2018, la commune comptait 3 929 hommes pour 4 041 femmes, soit un taux de 50,70 % de femmes, légèrement inférieur au taux départemental (51,02 %).
Les pyramides des âges de la commune et du département s'établissent comme suit.
| Hommes | Classe d’âge | Femmes |
| ------ | ------------ | ------ |
| 0,2    | 90 ou +      | 0,9    |
| 3,6    | 75-89 ans    | 5,3    |
| 12,4   | 60-74 ans    | 12,7   |
| 23,7   | 45-59 ans    | 22,3   |
| 20,7   | 30-44 ans    | 20,1   |
| 18,4   | 15-29 ans    | 18,0   |
| 21,1   | 0-14 ans     | 20,7   |

| Hommes | Classe d’âge | Femmes |
| ------ | ------------ | ------ |
| 0,5    | 90 ou +      | 1,4    |
| 5,4    | 75-89 ans    | 7,2    |
| 12,9   | 60-74 ans    | 13,9   |
| 20     | 45-59 ans    | 19,4   |
| 19,9   | 30-44 ans    | 20,1   |
| 20     | 15-29 ans    | 18,2   |
| 21,3   | 0-14 ans     | 19,8   |

## Politique et administration

### Politique locale
La commune de La Ville-du-Bois est rattachée au canton de Longjumeau, représenté par les conseillers départementaux Sandrine Gelot-Rateau et Claude Pons (LR), à l'arrondissement de Palaiseau et à la quatrième circonscription de l'Essonne, représentée par la députée Marie-Pierre Rixain (LREM).
La commune faisait partie jusqu'au 1er janvier 2016 de la Communauté d'agglomération Europ'Essonne et depuis cette date de la communauté d'agglomération Paris-Saclay.
L'Insee attribue à la commune le code 91 3 20 665. La commune de La Ville-du-Bois est enregistrée au répertoire des entreprises sous le code SIREN 219 106 655. Son activité est enregistrée sous le code APE 8411Z.

### Tendances et résultats politiques
Après avoir été dirigée pendant vingt-quatre ans par un maire communiste, La Ville-du-Bois a basculé à droite en 1995. En 2008 les Urbisylvains ont renouvelé leur confiance au maire sortant dès le premier tour, malgré la présence d'une liste Divers droite dissidente.
Élections présidentielles, résultats des deuxièmes tours :
- Élection présidentielle de 2002 : 81,49 % pour Jacques Chirac (RPR), 18,51 % pour Jean-Marie Le Pen (FN), 78,74 % de participation[37].
- Élection présidentielle de 2007 : 57,33 % pour Nicolas Sarkozy (UMP), 42,67 % pour Ségolène Royal (PS), 86,00 % de participation[38].
- Élection présidentielle de 2012 : 55,23 % pour Nicolas Sarkozy (UMP), 44,77 % pour François Hollande (PS), 81,76 % de participation[39].
- Élection présidentielle de 2017 : 62,77 % pour Emmanuel Macron (LREM), 37,23 % pour Marine Le Pen (FN), 75,34 % de participation.

Élections législatives, résultats des deuxièmes tours :
- Élections législatives de 2002 : 54,82 % pour Pierre-André Wiltzer (UMP), 45,18 % pour Marianne Louis (PS), 55,63 % de participation[40].
- Élections législatives de 2007 : 59,07 % pour Nathalie Kosciusko-Morizet (UMP), 40,93 % pour Olivier Thomas (PS), 55,04 % de participation[41].
- Élections législatives de 2012 : 54,79 % pour Nathalie Kosciusko-Morizet (UMP), 45,21 % pour Olivier Thomas (PS), 57,49 % de participation[42].
- Élections législatives de 2017 : 55,39 % pour Marie-Pierre Rixain (LREM), 44,61 % pour Agnès Evren (LR), 38,59 % de participation.

Élections européennes, résultats des deux meilleurs scores :
- Élections européennes de 2004 : 25,45 % pour Harlem Désir (PS), 14,51 % pour Patrick Gaubert (UMP), 39,20 % de participation[43].
- Élections européennes de 2009 : 30,53 % pour Michel Barnier (UMP), 16,61 % pour Daniel Cohn-Bendit (Les Verts), 38,45 % de participation[44].
- Élections européennes de 2014 : 25,28 % pour Bernard Monot (FN), 20,81 % pour Brice Hortefeux (UMP), 40,34 % de participation.
- Élections européennes de 2019 : 23,83 % pour Nathalie Loiseau (LREM), 22,24 % pour Jordan Bardella (RN), 50,58 % de participation.

Élections régionales, résultats des deux meilleurs scores :
- Élections régionales de 2004 : 48,69 % pour Jean-Paul Huchon (PS), 39,68 % pour Jean-François Copé (UMP), 62,58 % de participation[45].
- Élections régionales de 2010 : 53,36 % pour Jean-Paul Huchon (PS), 46,64 % pour Valérie Pécresse (UMP), 44,55 % de participation[46].
- Élections régionales de 2015 : 41,39 % pour Valérie Pécresse (LR), 33,82 % pour Claude Bartolone (PS), 55,49 % de participation.

Élections cantonales et départementales, résultats des deuxièmes tours :
- Élections cantonales de 2004 : 53,79 % pour François Pelletant (DVD), 46,12 % pour Delphine Antonetti (PS), 62,47 % de participation[47].
- Élections cantonales de 2011 : 56,94 % pour François Pelletant (DVD), 43,06 % pour Jérôme Cauët (PS), 34,59 % de participation[48].
- Élections départementales de 2015 : 62,28 % pour Sandrine Gelot Rateau et Claude Pons (UMP), 37,72 % pour Mireille Cuniot-Ponsard (EELV) et Didier Varenne (PS), 42,96 % de participation.

Élections municipales, résultats des deuxièmes tours :
- Élections municipales de 2001 : données manquantes.
- Élections municipales de 2008 : 50,78 % pour Jean-Pierre Meur (DVD) élu au premier tour, 25,20 % pour Véronique Pujol (DVG), 58,24 % de participation[49].
- Élections municipales de 2014 : 61,60 % pour Jean-Pierre Meur (DVD) élu au premier tour, 24,63 % pour Olivier Voisin (DVG) et 13,76 % pour Arnoldo Giarmania DVD, 55,53 % de participation.
- Élections municipales de 2020 : 63,72 % pour Jean-Pierre Meur (DVD) élu au premier tour, 36,28 % pour Véronique Pujol (DVG), 32,54 % de participation.

Référendums :
- Référendum de 2000 relatif au quinquennat présidentiel : 75,56 % pour le Oui, 24,44 % pour le Non, 28,48 % de participation[50].
- Référendum de 2005 relatif au traité établissant une Constitution pour l'Europe : 50,89 % pour le Non, 49,11 % pour le Oui, 70,36 % de participation[51].

### Enseignement
Les élèves de La Ville-du-Bois sont rattachés à l'académie de Versailles. Elle dispose de l'école maternelle Marie-Curie, de l'école élémentaire Ambroise-Paré, de l'école primaire Les Renondaines et de l'école primaire privée Notre-Dame catholique rattachée à l'Institution du Sacré Coeur (ISC). L'institution du Sacré Coeur, institution privée catholique sous contrat congréganiste regroupe, au côté de l'école, le collège d'Alzon, et le lycée Jean-Paul II. Il s'agit d'un lycée général, technologique et professionnel qui propose les filières L-ES-S ainsi que STMG.

### Santé
La commune dispose sur son territoire de l'établissement d'hébergement pour personnes âgées dépendantes les Parentèles.

### Services publics
La commune dispose sur son territoire d'une agence postale.

### Jumelages et partenariats
| La Ville-du-Bois Tirschenreuth |

La Ville-du-Bois a développé une association de jumelage avec :
- Tirschenreuth (Allemagne) depuis 2001, en allemand Tirschenreuth, située à 900 kilomètres[58].
- L'association de jumelage avec Tirschenreuth est l'E.C.R.I. (Echanges Cultures et Relations Internationales). En savoir plus sur le jumelage voir le site.

## Vie quotidienne à La Ville-du-Bois

### Sports
- Exocet Master Club : club de natation maîtres (vétérans)
- Football Club Saint Élois
- La Ville du Bois Futsal Club
- Fight art 91 (MMA/Grappling fight/nogi)
- Licorne Dodgeball Club (champion de France 2019 catégories Minime & Féminine)

- - JUDO CLUB DE LA VILLE DU BOIS (judo la ville du bois youtube )

### Lieux de culte
La paroisse catholique de La Ville-du-Bois est rattachée au secteur pastoral de Montlhéry-Longpont et au diocèse d'Évry-Corbeil-Essonnes. Elle dispose de l'église Saint-Fiacre.

### Médias
L'hebdomadaire Le Républicain relate les informations locales. La commune est en outre dans le bassin d'émission des chaînes de télévision France 3 Paris Île-de-France Centre, IDF1 et Téléssonne intégré à Télif.

## Économie

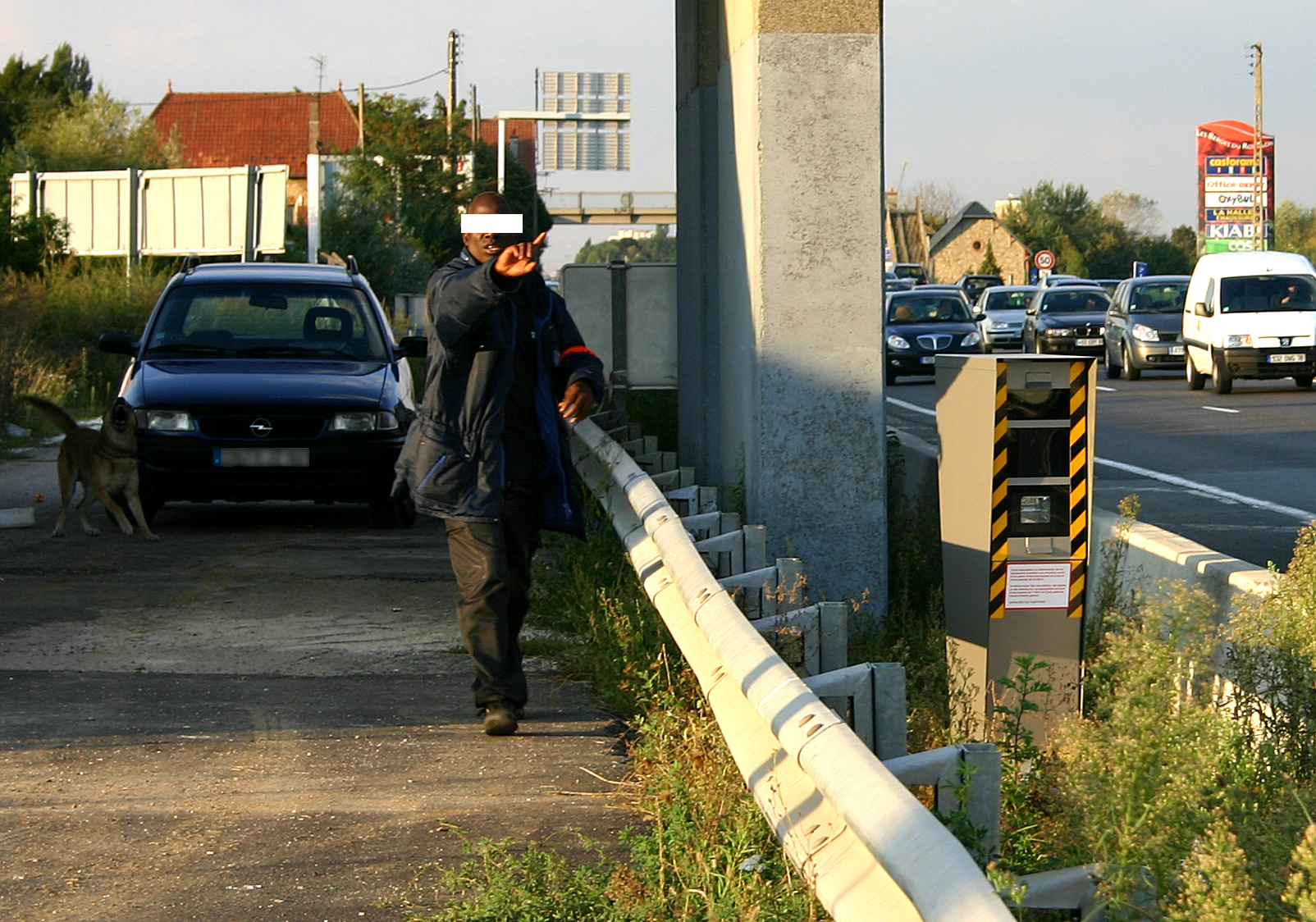
Radar en test à La Ville-du-Bois.

Le centre commercial de La Ville-du-Bois est situé le long de la route nationale 20, au lieu-dit la Croix Saint-Jacques.
Ce centre commercial, articulé autour d'un hypermarché, Carrefour, a vu se développer au fil du temps une zone commerciale, avec notamment une jardinerie Truffaut, des restaurants et une zone de construction-vente de maisons individuelles.
C'est également à cet endroit que l'on trouve le premier radar automatique inauguré le 27 octobre 2003 par Nicolas Sarkozy, alors ministre de l'Intérieur, Gilles de Robien, ministre des Transports et Rémy Heitz, délégué interministériel à la Sécurité routière.
La commune a encore une activité maraîchère importante.

### Emplois, revenus et niveau de vie
En 2006, le revenu fiscal médian par ménage était de 22 490 €, ce qui plaçait la commune au 1 167e rang parmi les 30 687 communes de plus de cinquante ménages que compte le pays et au cent neuvième rang départemental.
| Répartition des emplois par catégories socioprofessionnelles en 2006. |              |                                           |                                                   |                            |                          |                           |
|                                                                       | Agriculteurs | Artisans, commerçants, chefs d’entreprise | Cadres et professions intellectuelles supérieures | Professions intermédiaires | Employés                 | Ouvriers                  |
| La Ville-du-Bois                                                      | 0,0 %        | 4,9 %                                     | 18,4 %                                            | 25,0 %                     | 39,4 %                   | 12,2 %                    |
| Zone d’emploi d’Orly                                                  | 0,1 %        | 4,6 %                                     | 15,2 %                                            | 27,8 %                     | 30,3 %                   | 22,1 %                    |
| Moyenne nationale                                                     | 2,2 %        | 6,0 %                                     | 15,4 %                                            | 24,6 %                     | 28,7 %                   | 23,2 %                    |
| Répartition des emplois par secteurs d’activités en 2006.             |              |                                           |                                                   |                            |                          |                           |
|                                                                       | Agriculture  | Industrie                                 | Construction                                      | Commerce                   | Services aux entreprises | Services aux particuliers |
| La Ville-du-Bois                                                      | 1,1 %        | 11,6 %                                    | 6,0 %                                             | 38,4 %                     | 8,1 %                    | 13,7 %                    |
| Zone d’emploi d’Orly                                                  | 0,5 %        | 8,1 %                                     | 7,2 %                                             | 15,0 %                     | 14,3 %                   | 6,3 %                     |
| Moyenne nationale                                                     | 3,5 %        | 15,2 %                                    | 6,4 %                                             | 13,3 %                     | 13,3 %                   | 7,6 %                     |
| Sources : Insee,                                                      |              |                                           |                                                   |                            |                          |                           |

## Culture locale et patrimoine

### Patrimoine environnemental
L'étang du château et les bois au nord et à l'ouest du territoire ont été recensés au titre des espaces naturels sensibles par le conseil général de l'Essonne.

### Patrimoine architectural
- L'église Saint-Fiacre (XVIe au XVIIIe siècle). Une partie du mobilier provient de l'ancien monastère des célestins de Marcoussis.
- Premier radar automatique « sur la N20 en direction d'Orléans » d'une série de quatre cents installés en octobre 2003. Le site sert également de « beta testeur » puisque chaque nouvelle génération d'armoire y est installée en primeur. Ainsi, après la seconde génération mise en 2005, le 20 septembre 2006 a vu la pose de la troisième génération d'armoire automatisée.
- Derrière l'église, emplacement de la « Grande Maison » qui aurait appartenu à Ambroise Paré[65],[66] Cette maison dont la date de construction antérieure à 1580 n'est pas connue faisait partie d'un domaine de 17 hectares qui appartenait à la fin du XIXe siècle à Emmanuel de Lalain Chomel  maire de la Ville-du-Bois qui la fit partiellement détruire en 1894 pour aménager une entrée au parc du château et construire une maison en briques.
- Un château de style Henri II est construit en 1891 dans le parc  à la place d’une précédente maison bourgeoise par le propriétaire du domaine Emmanuel de Lalain Chomel. Sa fille, Madame de Luget, héritière du domaine, le vend en 1938 à la congrégation des Oblates de l’Assomption pour en faire un internat d’enseignement secondaire pour jeunes filles qui est l’actuel lycée du Sacré Cœur[67].

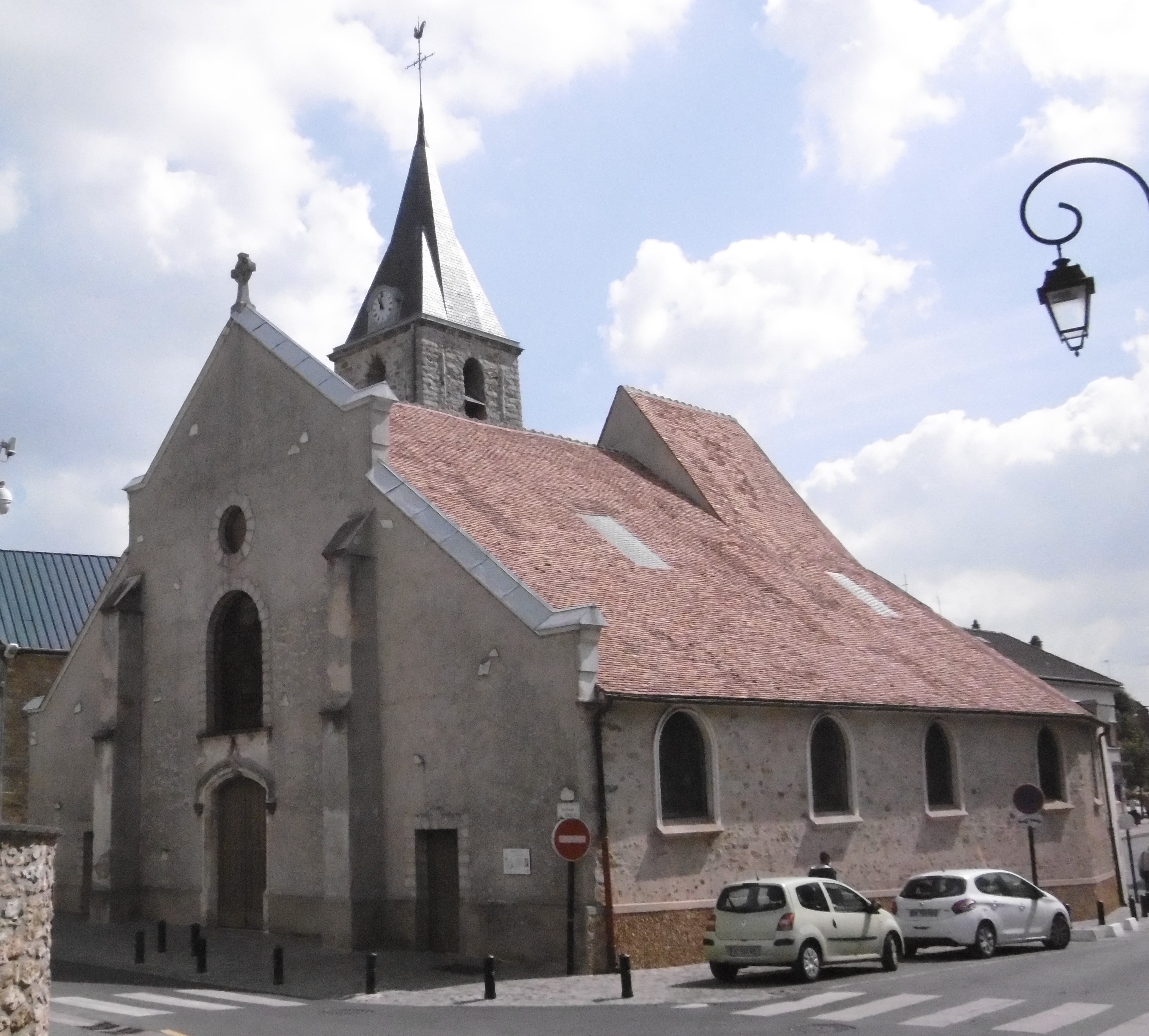
L’église Saint-Fiacre
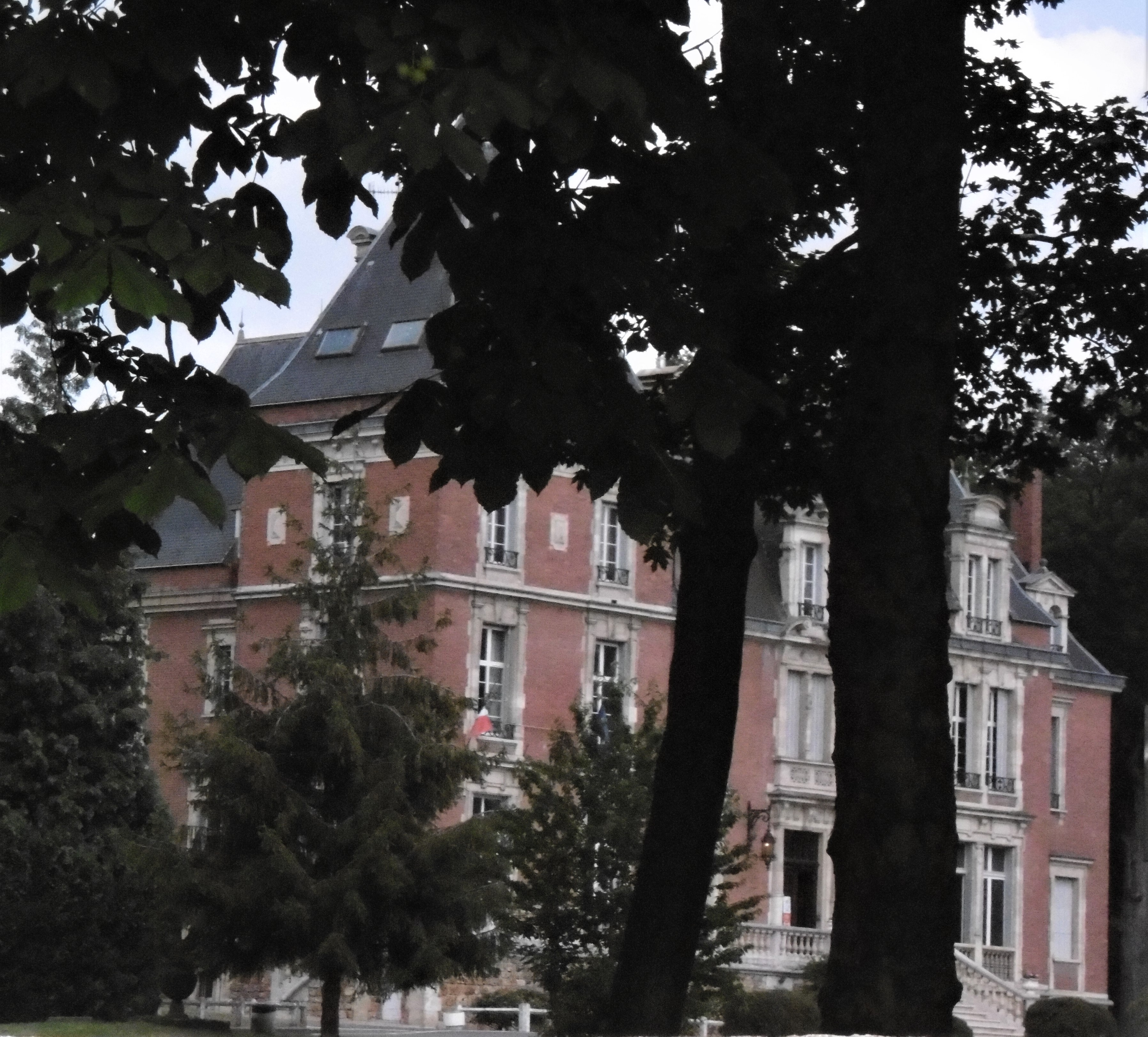
Château, actuel Institut du Sacré Cœur

### Personnalités liées à la commune
Différents personnages publics sont nés, décédés ou ont vécu à La Ville-du-Bois :
- Henri-Georges Adam (1904-1967), graveur et sculpteur non figuratif, y installa son atelier en 1959 ;
- Constantin Andréou (1917-2007), artiste-peintre et sculpteur, y vécut ;
- Serge Kliaving, artiste peintre né en 1960 ;
- Ambroise Paré (1510-1590), chirurgien, y vécut ;
- Michel de Sèvre (?-?), chevalier de Malte et homme politique, en était le seigneur ;
- Jacques Tati (1907-1982), acteur et cinéaste qui pratiquait le tennis à la ferme de la Croix Saint Jacques, où il a tourné un court-métrage Soigne ton gauche ;
- Lucien Bonnafé (1912-2003), psychiatre et personnalité politique, est décédé dans la commune.
- Albert Vidalie (1913-1971), écrivain, scénariste, parolier français.

### Héraldique et logotype

Logo.

| Blason de La Ville-du-Bois | Blason  | D'or au chevron de gueules accompagné, en chef, de deux flanchis du même et, en pointe, d'un arbre de sinople, au chef aussi de gueules chargé de trois fermaux du champ. |
| Blason de La Ville-du-Bois | Détails | La commune s'est en outre dotée d'un logotype. |

### La Ville-du-Bois dans les arts et la culture
- La Ville-du-Bois a servi de lieu de tournage pour les films Soigne ton gauche de  René Clément sorti en 1936, Grosse Fatigue de Michel Blanc sorti en 1994 et Podium de Yann Moix sorti en 2004[68].